# 골든 하인드 (1973년)

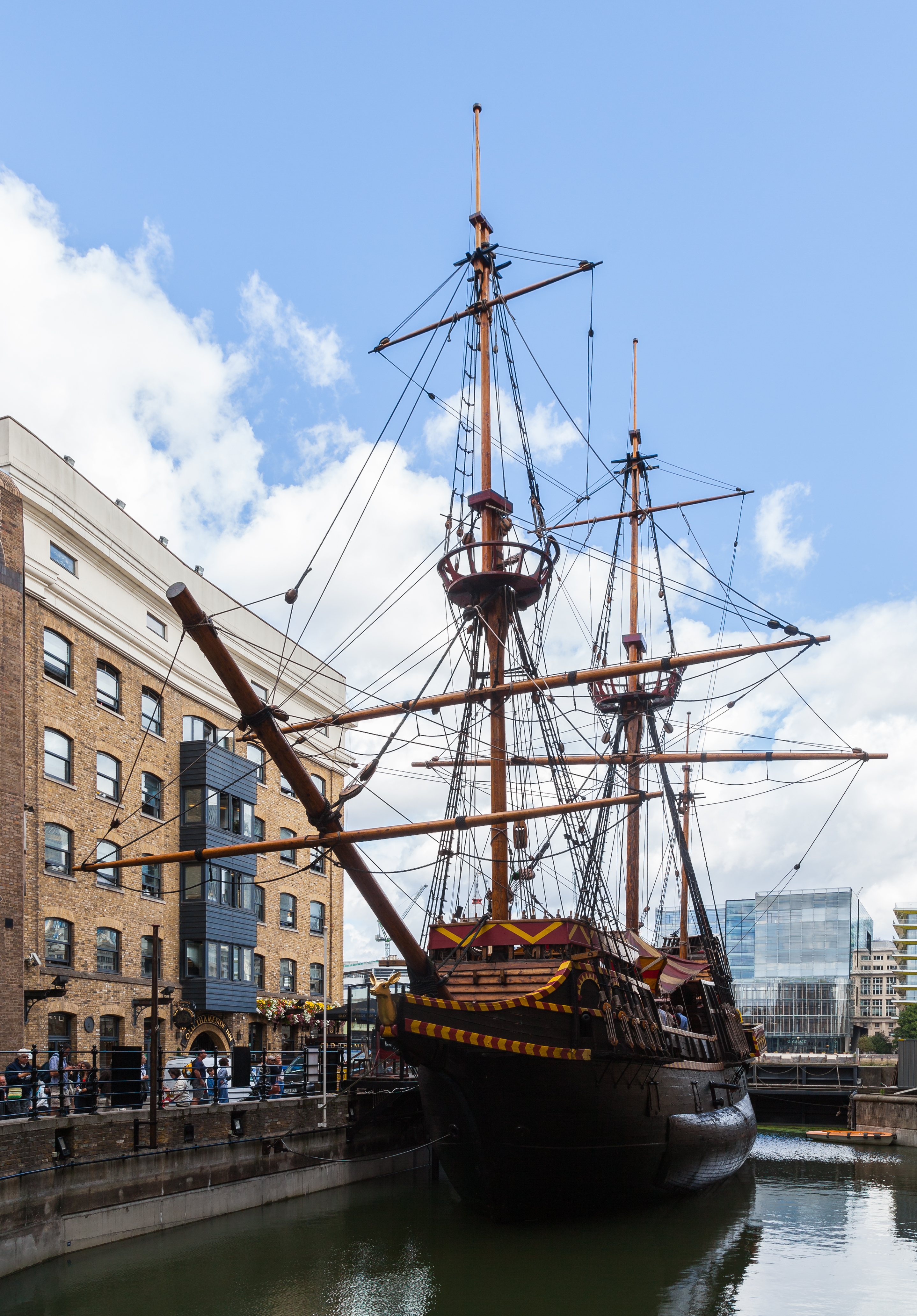
런던의 골든 하인드

골든 하인드(영어: Golden Hind)는 1577년 동명 배의 복원된 선박이다. 본래 데번주 애플도어의 전통 공예품으로 지어졌다. 140,000 마일 (230,000km) 이상을 여행했다.
1996년부터 런던 서더크구 뱅크사이드 캐시드럴 가에 있는 세인트 메리 오버리 선착장에서 정박되어 박물관으로 사용되고 있으며, 더크 대성당 및 클링크가 사이에 있다. 박물관 내에서는 튜더 선원처럼 복장을 할 수 있으며, 엘리자베스 시대의 해역에 대한 교훈을 얻을 수 있는 학교 방문을 주최한다.